# Riccordia swainsonii
Riccordia swainsonii là một loài chim trong họ Trochilidae.